# Paecilaema lucifugum
Paecilaema lucifugum is een hooiwagen uit de familie Cosmetidae.